# 팜므 파탈 (영화)
《팜므 파탈》(영어: Femme Fatale)은 미국, 프랑스, 독일에서 제작된 브라이언 드 팔마 감독의 2002년 에로 스릴러 영화이다. 리베카 로메인, 안토니오 반데라스 등이 출연하였고, 타라끄 벤 암마르 등이 제작에 참여하였다.

## 줄거리
전문 강도 로어는 다이아몬드 탈취 작전 중 공범들을 배신하고 다이아몬드를 챙겨 파리로 도망친다. 파리에서 로어는 최근 실종된 릴리라는 여성의 부모에게 릴리로 오인을 받아 릴리의 집에 가게 되고, 혼자 집에 있을 때 릴리가 돌아와 자살하는 모습을 목격한다. 로어는 이를 기회로 삼아 아예 릴리 행세를 시작하고 미국으로 돌아간다. 
7년 뒤 로어는 새로 부임한 프랑스 주재 미국 대사의 아내가 되어 릴리로서 다시 프랑스에 나타난다. 파파라치 니콜라스 바르도가 찍은 로어의 사진을 본 옛 동료들이 복수를 꾀하자 로어는 본인의 유괴 사건을 꾸며내고 여기에 바르도를 끌어들인다. 

## 출연
- 리베카 로메인스테이모스 - 로어 애시 / 릴리 우아츠 역
- 안토니오 반데라스 - 니콜라스 바르도 역
- 피터 카이오티 - 브루스 휴잇 와츠 대사 역
- 에리크 에부아네 - 블랙 타이 역
- 에두아르 몽투트 - 라신 역
- 리 라스무센 - 베로니카 역
- 티에리 프레몽 - 세라 경위 역
- 그레그 헨리 - 레너드 시프 역
- 에바 다를랑 - 이르마 역
- 피오나 커즌 - 스탠필드 필립스 역
- 존 스테이모스 - 바르도의 에이전트 역 (목소리, 카메오 출연, 크레디트 미기재)

## 기타 제작진
- 협력 제작: 크리스 솔도
- 미술: 앤 프리처드
- 의상: 올리비에 베리오
- 음향: 장폴 뮈젤

## 우리말 녹음
SBS 성우진 (2008년 8월 31일)
- 홍시호 - 니콜라스 바르도(안토니오 반데라스)
- 차명화 - 로어 애시(리베카 로메인스테이모스)
- 권혁수 - 와츠(피터 카이오티)
- 최한 - 로리의 동료(에리크 에부아네)
- 강연숙 - 와츠의 변호사(피오나 커즌)
- 이병식 - 수사관(티에리 프레몽)
- 이진화 - 릴리의 엄마(에바 다를랑)
- 김태웅 - 릴리의 아빠(장마리 프랭)
- 서광재 - 시프(그레그 헨리)
- 장호비 - 로어의 동료(에두아르 몽투트)
- 정소영 - 베로니카(리 라스무센)
- 양희문 - 보디가드(스테판 프티)
- 윤여진 - 승무원(로랑스 브레레)